# 仮面のメイドガイ
『仮面のメイドガイ』（かめんのメイドガイ）は、赤衣丸歩郎による日本の漫画作品、およびこれを原作としたテレビアニメ作品。

## 概要
富士見書房の雑誌『月刊ドラゴンエイジ』で2004年12月号より2012年4月号まで連載された。赤衣の商業デビュー作品である。大財閥の財産相続権を持つがゆえに命を狙われる主人公・富士原なえかを守るために派遣された男のメイド「メイドガイ」ことコガラシが、奉仕という名目の元に様々な騒動を巻き起こすギャグ漫画。主人公の命を狙う刺客との戦いを交えつつも、基本的には騒動の巻き起こる日常の風景を描いており、各々のエピソードが1話ごとに完結する形式である。
2006年10月よりラジオドラマ化され、また、2008年4月よりテレビアニメが放送された。

## 登場人物

### 富士原家
富士原 なえか（ふじわら なえか）
本作の主人公。17→18歳の高校2年生。私立秀峰制覇学園2年C組。女子剣道部所属（副主将→主将）。
大富士原財閥総帥・全重郎の孫にして、大富士原家財産・権利の第一権利保有者で、なえか自身は知らなかったが18歳になれば財閥の全財産を相続し、世界を統治する権利を持つ。すなわち世界屈指の令嬢だが、本人は金持ちとしての生活は自分をダメにすると考えており、祖父の邸宅を離れ、普通の住宅街で住んでいるものの、両親が行方不明で不在のまま弟と、祖父が派遣した護衛メイド達と暮らすようになった。
バスト88cm以上の巨乳美少女で、その巨乳を友人の英子や美和を始めとする女性陣から妬まれてしまうことが多い。ことあるごとに新撰組や戦国武将、剣の心などを持ち出す侍マニア。剣の腕は超高校級であり、各種大会で好成績を収め団体戦で大将を務めるほど。性格は庶民的だが、公言していた意志を簡単に曲げたり、やるべき事を途中で投げ出したりとやや我が侭なところがある。しかも短気でかつ暴走がちで、もはや普通ではなくなってしまった周囲の環境に振り回され、あらぬ行動に出ることもしばしば。また、無神経な言葉を吐いて無用なトラブルを招いてしまうこともままある。体重管理に余念がなく常にダイエットを試みており、部活動もダイエットの一環だが、周囲からは呆れられている。
運動神経は良いものの、学業方面は今ひとつで、体育実技以外は芳しくない。特に数学は毎回赤点を取り、補習のために剣道大会を欠席して部員に迷惑を掛けるのもしばしばで、周囲からもその頭の悪さを度々突っ込まれ、問題視されている。また、料理、掃除洗濯、病人の看護に至るまで家事全般の才能は皆無で、コガラシ、フブキが派遣されるまで自宅はごみ屋敷状態だった。更に自分の置かれた立場や、薬物反応等にもとても鈍感。
全重郎誘拐騒動にともなって、暫定的に「世界メイド総支配」を含めた大富士原家の財産・権利を継承、騒動終息後は全重郎のタヌキ寝入りによって、半ば強引に大富士原家を継ぎ世界統治をするハメになるが、認識力が鈍い故にVIP扱いにされた事も無自覚に等しい。一方で普通に女として異性との恋愛にも憧れているが、男女に関係無く、自分の乳絡み以外での人との出会いや付き合い（それも決まってトラブルになってしまう）が皆無な日々に辟易としている。
コガラシ
「メイドガイ」を自称する男性メイド。大富士原全重郎により、なえか専属メイド兼ボディーガードとして富士原家に派遣されてくる。年齢不詳で大正12年から活動が確認されているが、師匠・カミカゼ曰く人間年齢で換算すると60歳には満たないとのこと。
白銀色の仮面で顔の上半分を隠し、エプロンドレスのような衣装を纏った筋骨隆々の大男。伸縮自在の長い黒髪を振り乱し、耳、歯、爪は鋭く尖り、常に不気味な微笑と共に威圧感を漂わせている。人並みはずれた身体能力、透視や催眠、飛行などの超能力、五感を含む計37の感覚器官など、超人的な能力の数々を有する。生命力も極めて高く、100年以上を生き、外的要因で死亡したとしても「メイド神の加護」によって即座に復活するなど、あらゆる点で人間離れした存在。下着は褌を着用し、戦闘時にはこれを伸縮自在の武器として使用する事もある。
正義感が強く家事全般のスキルは超一流であり、頭脳明晰。大正時代から大日本帝国に雇われた護国メイドガイとして働くとともに、メイドガイ以外にもミュンヘン工科大学博士、MIT教諭、傭兵など、数多くのエキスパートクラスの職業を経験しており、専門的な知識や技術を数多く有する。能力面では完璧なメイドだが、態度・口調は極めて横柄であり、主人や上司を含め敬語は誰にも一切使わず、相手を常に「貴様」呼ばわりする。一応メイドの基本として「主人への奉仕」を最重要任務と心得てはいるものの、他人のプライバシーや精神面（特に乙女心）のケアに関してかなり無頓着（本人はそれなりに配慮しているつもりである）な上に、目的のためなら手段は選ばずその数々の特殊能力を駆使し、毎回基本的人権を歯牙にもかけないセクハラ行為やトラブルを起こす。その度にフブキやなえかから制裁を受けているものの、コガラシ自身は純粋に任務のために行っており、悪意や下心は皆無であるため全く懲りない。
唯一の弱点はフブキが所有する「緊箍（きんこ）」なる笛の音。遠くからでも数秒間聞かせれば気絶し、至近距離から十数秒間連続して聞かせれば絶命するという（それでもすぐに蘇生するが）。またゴスロリメイド服には抵抗があるようで、なえかからこれを着るよう命令された時には、フブキを身代わりにして逃げ出している。なえかが荒屋敷やリィ・シャオロンなどと対決する時には、様々な修行という名の試練や、アドバイスを与えたり、自分の持つ数多くの技能を強制的に修得させたりもするが、それが的外れだったり、行き過ぎたりしてなえかからの鉄槌を下される事もあるものの、基本的に主人のなえかが自分自身の力だけで問題や試練を乗り越えることを望み、自分はそれに対し少々手を貸してやる程度という具合に、仕える主人を成長させてやりたい確固たる理念も持っている。
フブキ
19歳。コガラシと共に派遣されたS級メイドで、全重郎が幸助の好みとして、更にコガラシの暴走を食い止める為に選んだメイドガイ・テイマーであり、自称「敏腕メイド」。
「氷の微笑」とも言われる冷たさと美しさを兼ね備えた容姿端麗、隠し巨乳の着痩せするスタイル抜群の美女で、コガラシと違い振る舞いはいたって上品。通常メイドの家事スキルはもちろん、エージェント・メイドとして特殊訓練を受けており、武器や薬物毒物、情報や暗号解読に関するエキスパート。服の中に大量の暗器や装備品を隠し持ち、体重と合わせると85kgの重さがあるが、普段の動きはその重さをまったく感じさせず、コガラシを折檻する際、暗器の中から主に折り畳み式（実際には伸縮式）釘バットを使用する。
一見非の打ち所がないように見えるが、窮地に陥ると自己保身に走る上に、肝心なところで詰めが甘く、ドジを踏んでしまう面が多々あり、アラシからもその点を心配されている。なえか同様数学は苦手で、非常に酒に弱く脱ぎ上戸。また肉弾戦は苦手分野で、暗器がなければ戦闘には全く対処できず、剣術なども会得していない。富士原家に来てしばらくは普通に任務をこなし、秀峰町の男共から「美の女神」と慕われていたが、次第にドジな本質を見せるようになり、周囲から「ドジッ娘メイド」と呼ばれ、遂には町内全体で普通にドジッ娘認定され、（本人やアラシにとって）悪い意味で人気者となってしまう。
一応コガラシの上司であるが、回が進むごとにコガラシに服を透視されるなどのセクハラや、望まない事に強制参加させられるという具合に振り回されることの方が多くなり、ギャグキャラとなっていった。都合が悪くなったときの逃げ足は速く、また明るく見えても、本来は根暗な面が強く、「ドジッ娘」呼ばわりされてモチベーションとテンションが急降下して、それを引きずったままずっと立ち直れなかったり、藁人形で自分を貶めた相手への恨みを込めて釘を打ち込んだりするなど性格はかなり陰気。また、冷え性の体質のために毛糸のパンツ等の下着や腹巻きを着用し、幼い頃からアラシに厳しく躾けられた事から、人前でミニスカートなど肌を露出する服装をすることを嫌う。
富士原 幸助（ふじわら こうすけ）
なえかの弟。秀峰制覇学園1年模型部所属。なえかに万一のことがあった場合は、いずれは財閥の財産を継承する権利を持つ第二権利保有者だが、本人は家にメイドが来てくれさえすれば権力に固執する気はない。
体重80kgのぽっちゃり体形。美少女ゲームやフィギュアを山ほど持っている、メイドさん大好きなオタク。2万人を超える大富士原邸のメイド全員の顔・名前・スリーサイズを把握しているなど、メイドに対するこだわりは常軌を逸しており、メイドキングダムやマジカルメイド教団といった、メイドの派閥については凄まじい情報を持つ。多少ゲームに毒されているところもあるが性格は素直で、ある意味富士原家一の常識人。また、美少女やメイドだけでなく動物にも愛情を注ぐなど、アブノーマルな気はあっても本質的には心優しい人物。
祖父・全重郎譲りである極度の水太り体質で、サウナに入ると普通の体格にまで痩せ（重量差は約28kg）、大量のコーラを飲むと元に戻る。痩せたときの顔は、なえかやフブキですらときめくほどさわやかで美形。父親譲りの文才もあり、全日本ジュニアメイドノベルズ大賞に応募し、自作品の『隠し砦の三メイドさん』では、ラッキー幸助のペンネームで名を馳せ、『七人のメイド侍さん』では優勝を果たした。
富士原家駐屯メイド小隊
なえかが大富士原家暫定頭首となった後、富士原家に住み込む事になった新人メイド部隊。班長、ヒバリ、ひし形口、ポニーテールのメイドの10代の少女4人で構成されている。
班長は男言葉とショートカットの外観からも感じられる行動派だが、やる事が常に空回りしている。ヒバリはバストサイズ78のBで、シリコンパッドブラを着用し、富士原家に来る前から何度か登場している等、当初はモブキャラであり、名前が判明したのは、原作の56話からで、語尾の最後に「ッス」を付けるのが口癖。また、ひし形口は思ったことをはっきり言い、あまり敬語を使わず、原作66話で若き全重郎を見た後に全重郎の前で「百貫デブ」と口走ったことから減給を言い渡された。ポニーテールは4人の中ではクールな言動と表情で判るように冷静な性格だが、その分あまり目立ったところはない。
正式な所属は大富士原財閥の暫定頭首隠密護衛小隊第3班であるが、隠密部隊でありながら、配属初日にあっけなくコガラシに発見されてしまった上に、学園の教師・生徒の大半の前でコガラシの丁稚扱いされる失態を犯した事でアラシと大隊長の逆鱗に触れ、「S級以上のメイドのみが非常に厳しい審査を経て授与申告できる勲章・銀のメイドエンゼルを授与されるまで帰隊不許可無給」という懲罰研修を課されるハメになり、先輩であるS級メイド・フブキを頼って富士原家にやってきた。
最初は銀のメイドエンゼルを手に入れる目的で軍隊紛いな早朝訓練をしたり、メイド好きの幸助が暴走することから迷惑がられていたが、護衛役やマジカルメイド教団との戦いなどを通じて次第に打ち解け、なえかやフブキと気が合う親友の様な間柄となっていった。
胸のサイズは班長が普乳で、ひし形口が巨乳、ヒバリとポニーテールが貧乳。なお、ひし形口の先祖は、大正時代に「菱比丘尼（ひしびくに）」と呼ばれた尼僧だったことが判明している。また4人ともなえか同様、男性にはさっぱり縁が無くモテない。
富士原 幸一郎（ふじわら こういちろう）
なえかと幸助の父。物語が始まった段階では南米に墜落した航空機に搭乗していたが、当時から死体などが見つかっておらず、最終巻まで行方不明のままとなっていた。ジョー（後述）の調査によれば生存の可能性は高いとされていて、航空機事故が偶然なのか財閥関係者の手によるものかは不明だが、全重郎は偶然ではないとにらんでいた。
第12巻でその名が判明。メイド界のシュリーマンを目指す考古学者で、メイド題材作品小説を執筆したベストセラー作家でもある。南米のメイド神殿の謎を解読し、更に妻なおりのメイド特性を義父である全重郎よりも早くに気づいたが、全重郎からは当初からなおりとの結婚を反対されていた事に加え、そんなメイド眼（＝メイド馬鹿体質）の高さを認められつつも、嫉妬感情を捨てられずに勘当されてしまった過去を持つ。
フブキの母タツマキの他、コガラシとその前主人ジョーとも旧知の関係であった。顔立ちと体格は痩せている時の幸助に似ている。
富士原 なおり（ふじわら なおり）
なえかと幸助の母でかつ、全重郎となつきの娘で旧姓は大富士原なおり。夫の幸一郎と共に南米の飛行機事故で行方不明となっていたが、最終巻で生存が確認され、タツマキの護衛で夫と南米奥地に眠るメイド神殿遺跡の調査をしていた。容姿と巨乳はなつき似で、なえかもその特性のみ遺伝している。
夫の趣味でメイド服を着こなしており、駆け落ち同然で南米のメイド遺跡調査に向かったが、体調を崩し一時帰国を余儀なくされた病弱な体質だったが、なえかの殺人看護を受けてからは体が次第に頑強になり、なえかが火や刃物を使うようになってからは病弱ではなくなったという。
なえか達と再会後、物語が終了する時には再び幸一郎とメイド神殿の調査に旅立った。

### 大富士原家
大富士原 全重郎（おおふじわら ぜんじゅうろう）
なえかや幸助の祖父。大富士原財閥の総帥。使用人や敵などからは「御前（ごぜん）」と呼ばれる。富士原家にコガラシとフブキを送り込んだ張本人。親バカならぬ爺バカで、孫たちを溺愛している。なえかが大会に出場するとなると、その会場に観戦用の特別室を造らせてしまい、さらに富士原家が「ゴミ御殿」としてテレビ放映されそうになったときは、取材したテレビ局ごと番組を潰したほどの力を持つ。大財閥の総帥だけの事はあり、手腕は確か。その情報網はかなりのもので、コガラシも信用するほど。
外見（コーラ太り体質含）やメイド馬鹿な性格は幸助似であり、大富士原家の特権・「世界メイド総支配」を濫用して自邸に2万ものメイド（もちろん全員が美人）を雇っている。幸助とは趣味が合うためか特に仲がよい。現在は独身でアラシと婚約中。男性キャラでは唯一コガラシにツッコミを入れられる人物でもある。
なえかの誕生日にともない鬼神変化したツララによって誘拐されたことで、一時的措置扱いでなえかに「世界メイド総支配」の権利を継承、騒動終息後は原因不明の昏睡状態（タヌキ寝入り）によって、半ば強引になえかに財産と権利を継承させ、更に幸助とツララを婚約させ、敵対勢力を牽制する様々な戦略を実行していく。
アラシ
メイド学校の教官でメイドマスターの称号を持つSS級メイド。フブキの祖母だが、その外見は永遠に16歳の姿を保ち続ける化物のような女性。通称「常若（とこわか）のアラシ」。眼鏡を愛用。コガラシや氷柱花など、古くからの知人は単に「常若」と呼ぶ。
全重郎と婚約しており、近い将来にはなえかや幸助の義理の祖母となる予定。
フブキはメイド学校の教え子でもあり、それだけにフブキがご近所にまで「ドジッ娘メイド」と呼ばれていることを知った際には激怒した。それにより、フブキの再特訓を行う。
戦闘能力はフブキよりも格段に上。フブキが全力で投げナイフを投擲しても、服にかすらせるのがやっとである。メイド柔術なるものを習得しており、得意技は「山嵐」。座った状態からの「座り山嵐」も撃てる。
全重郎の趣味で少々作りのしっかりしていない下着を着けており、フブキとの勝負ではそこを突かれて敗北した。また年長者であり、非常に厳格な性格ゆえに、コガラシやフブキだけではなく、仕える主人である全重郎をはじめ、なえかや幸助にも羽目を外した場合に仕置きを加えることがある。とくに「お婆さん」呼ばわりされると、容赦ない仕打ちを下す。
しかし、カミカゼからは年に似合わない格好や恥ずかしいコスチュームを着た事を暴露され、それをネタにされたりという具合に現在の孫フブキと同じように、ドジな家系の血は争えない部分も見せてしまっている。
大富士原メイド隊・警備部隊大隊長
文字通り2万にも及ぶ大富士原メイド隊警備部隊の大隊長を務める、左眼に眼帯を付けたA級メイド。厳格な口調で話す。筋金入りのロングスカート派で、パンツは迷彩柄のものを愛用。
侘び介の乱の後、雪月花らミニスカート派忍者メイド達を更生させようとしているが、懲りない忍者メイド達との連日の対立によって、胃薬に頼る毎日となってしまった。
セイカ
大富士原メイド隊書記メイドで、後髪を三つ編みで縛った眼鏡ッ娘。屋敷内で起こった様々な出来事を記録し、報告する事務職係。
キルト
大富士原屋敷の服飾メイド長で、セイカと同じく眼鏡ッ娘だが、ストレートなロングヘアー。口にまち針を銜え、普段は仕立て部屋から滅多に出てこない。ロンスカ派で、防熱防寒防弾防爆仕様の自身が開発した丸洗いオーケーの超特殊素材メイド服を誇りにしている。
手持ちの巻き尺で相手を束縛し、鋏で肌を傷つけること無く服を切り裂く技量を持ち、フブキのドジな過去も知っている。
カミカゼ
「マスターメイドガイ」の称号を持つ、コガラシの師匠。コガラシと同様に、顔の上半分を黄金の仮面で隠している。豊かな銀髪と髭をたくわえるかなりの高齢だが、まだまだ現役でコガラシ同様に人間離れした多くの技を用い、さらにコガラシ以上に度を越した「ご奉仕」を行う。コガラシとは師弟というよりライバルのような関係で、コガラシには「オイボレ」や「徘徊ジジイ」呼ばわりされる一方、コガラシを「60にも満たぬ若造」や「馬鹿弟子」と呼ぶ。
アラシとは若い頃からの知り合いで、立場は彼女より上だがセクハラ行為でよく彼女から仕置きを受けている。ヘルニアの持病があり、時々腰骨が大きな音を立てる。フォークランド紛争時には英国側の敵（マジカルメイド教団）と戦っていた時があったらしい。
中富士原 なつき（なかふじわら なつき）
全重郎の妻で故人。なおりの母でかつ、なえかと幸助の祖母で、戦後から十数年後に全重郎と知り合い、後に結婚した。
顔立ちや巨乳など背格好と容姿がなえかと似ている。なえか同様に剣道女子だった事から、持っている重さ数kgの腕力鍛錬用特注鉄芯入り日傘で鍛えている。しかしメイド馬鹿である全重郎のメイド愛性癖にはうんざりしており、「一夫多メイド制度」の野望を口にし、コーラを飲んでポッチャリする際には手痛い制裁を加えていた。
中富士原 なでしこ（なかふじわら なでしこ）
大正時代に暮らしていたなえかの先祖で、コガラシの妻であり、なつきの母。
なえかと同じ容貌でかつ、若干大人びた姿であり、やはり巨乳。おっぱい怨霊である真平乳門（まったいらのちちかど）に狙われ、生け贄にされそうになったところをコガラシに救われ、以来コガラシの妻となる。
コガラシにその巨乳を好き放題（セクハラ）にされているところがあるが、「良い人」と思っている。なでしこという名前に相応しく、なえかとは正反対の大人しくて清楚な性格。

### 小富士原家
小富士原 侘び介（こふじわら わびすけ）
大富士原財閥分家の頭領で小富士原商事の社長。私立秀峰制覇学園の理事長も務めている。大富士原財閥の財産継承権権利を保有するが、序列は末席。自称「財閥No.2」だが、自称に過ぎない。痩せた細面に口ひげを生やし、いかにも貧相で狡猾な感じの男でその外見通りの小物。髪は左右で天を突くようにとがった形で、コガラシをして「小物にしては強気」「並々ならぬ野心を感じる」と言わしめたが、血を見ることを激しく嫌う小心者。一児の父だが、現在は独身。大富士原家の特権・「世界メイド総支配」の力で世界征服を成すべく、メイド忍軍を雇い入れなえか達の身柄を狙う。
財産継承の日が迫った頃、メイド忍軍を指揮しなえかと全重郎の連続誘拐事件・「侘び介の大乱」を起こしたものの失敗、最後は氷柱花に見限られて逮捕、失脚することとなった。その後は山寺に籠り、ネロ秀に後を託そうとしても、由里からは「望み無し」と返答される。
小富士原 ネロ秀（こふじわら ネロひで）
侘び介の息子で、理事長の子息という立場と財力を使い生徒会長にのし上がった、自称“生徒皇帝”。100kgを超える幸助以上の巨漢で、唇が分厚く、ツリ目。髪が左右で上方にとがり、2本角の鬼のような顔貌。重度の眼鏡っ娘フェチ。
自らのダイエットのため購買部から甘味関係の飲食物を撤去させたり、自らの趣味で「女子のスカートを短くさせる」、「コンタクトレンズ禁止」などの暴挙を実行するきわめて我侭かつ尊大な性格の持ち主。侘び介が失脚してからは理事長職を継ぎ、校則までも改編しさらなる暴挙を尽くしている。
なえかとは遠い血縁者であり、幼い頃からなえかにちょっかいを出しては（主に股間に）逆襲を受けている。幼い頃は「男の自分の方がバストがある」となえかを小馬鹿にしていたが、彼女が巨乳に成長してからは逆に「胸デブ」と呼ぶようになり、さらなる報復を買っている。その逆恨みから屈服させようとするが、返り討ちによって全身包帯だらけで病院送りにされる自業自得のオチを常に迎えている。
はた迷惑な行動で周囲に手を焼かせる人物ではあるものの、父親の野心や策動については無関心であり、そういう意味で特に悪辣な人間と言うわけではない。

### 学園関係者
和泉 英子（いずみ えいこ）
なえかの級友で女子剣道部の部員で女子剣道の会計も担当し、成績もそれなりに優秀。剣道の腕前は全国クラス。なえかと違い、胸は薄め。ポニーテールのボーイッシュな「乙女2号」。本人曰く一部で意外な人気、らしい。
作中の登場人物の中で二番目に貧乳であり、成長したエリザベスにすら追い越されてしまったほどで、コガラシの見立てではあと2ミリしか成長しないとのこと。また、スイスのタユン地方に伝わる貧乳霊は英子と顔立ちが似ており（それでもバストサイズは英子よりは僅かに大きい）、それを知ってからは貧乳ネタが出る度に、なえかとは違う意味で暴走する傾向を見せるようになった。
名前の由来はAカップ。
平野 美和（ひらの みわ）
なえかの級友で女子剣道部の部員。英子と同様に剣道の腕前は全国クラス。英子と同じく、胸は薄め。ショートカットで少々おとぼけな「力と技の（乙女）V3」。コガラシを「師匠」と仰ぐ。
英子とともになえかの巨乳を羨む時があり、あまりにも数学の成績が悪いなえかを乳ファンクラブに売りつけようと思ったり、女の友情の脆さ（？）を感じさせることも。
英子とは常に一緒に行動し、バイト先も同じデ・ランジェだったが、英子のように暴走するシーンは無い。
英子と共にWABC（世界貧乳）同盟に入っている。
名前の由来はBカップ。
内藤 昌（ないとう あきら）
なえかの先輩で女子剣道部部長を務める、ロングヘアー・糸目の少女だが、そう呼ばれるのを気にしている。秀峰市の大きな古剣道場の跡取り娘家出身のお嬢様で、なえかをも遥かに凌駕する剣客級の腕前を誇るが、極度のあがり症ゆえに大観衆の前では実力の半分も発揮できない（それでも一般女子高生レベルははるかに越えている）ので、公式大会での大将はなえかに任せているが、それ故コガラシからは「肝心なところでポカをするドジッ娘の因子を持つ」とも称される程。
なえかがよく問題行動を起こすため気苦労が絶えない。あがり症の原因が解明した後には大学受験にも合格。胸のサイズは普通。
木下 望（きのした のぞみ）
なえかの後輩で女子剣道部の部員。二対のお下げヘアーが特徴で、一見女子剣道部のマネージャー的な存在だが、一年生ながら大会の選抜メンバーである。
英子、美和と同じく、胸は薄め。
田原坂 沙希（たばるざか さき）
なえかの学校の後輩（剣道部ではない）で1つ年下の16歳。なえかに激しくあこがれる眼鏡っ娘。要するにレズである。
なえかに匿名でラブレターを出し、待ち合わせ場所に来たなえかともどもコガラシが作った巨大な落とし穴（地下の体育用具室）に落され、その奥にコガラシが用意した豪華なベッドでなえかと何やらやったらしい。
その後は“乳”ファンクラブと対立したり、なえかにストーカー行為を働いたりする。胸は薄く、パットを秘蔵。最後はネロ秀によってなおもなえかを物にしようと狙うが、一蹴された。
水無瀬 由里（みなせ ゆり）
秀峰制覇学園の生徒会副会長。3年B組所属。ストレートのロングヘアーで眼鏡をかけた才女。その正体は小富士原家に代々仕える「ご奉仕一族」の末裔で、ネロ秀の専属メイド。国際A級メイドライセンスを15歳で取得し、東大A判定の学力と空手、テコンドーに精通するなどパーフェクトな実力を持つ。ネロ秀が人の道を踏み外さないようにフォローする使命を持っているが、彼の馬鹿さ加減には心底あきれており、登場するたび暴走の制止と後始末に苦悩している苦労人で、ネロ秀とあらぬ関係にあるかと疑われた時も真っ先に否定している。
ネロ秀がなえか達と対決する際には、ネロ秀を打ち負かし、更生させるために敵であるなえか側に付くのが常。主であるネロ秀に対し、かなりの回数でタメ口をきくばかりか「バカ秀」と暴言まで吐き、なえか達と一緒に暴行することも珍しくないが、やり過ぎた時に甲斐甲斐しく看病をしたり、夢の世界でネロ秀が由里と睦まじくしている光景を周囲から揶揄されて照れるなど、主従の間柄はそれなりに良好であるらしい。
有宗 美里（ありむね みさと）
28歳。避暑で帰ってこないヘンドリックの代わりとして、なえかのクラス・2年C組の臨時担任を任された数学教師。剣道部の顧問も引き継いでいる。なえか以上の巨乳の持ち主で、通称爆乳教師。
胸の大きな女性は数学が出来ないという論文が原因で学生時代に好きな人に振られてしまい、それがトラウマとなっており、数学がまるで駄目な、なえかを何とか数学好きにさせようしている。
下着は締め付け形のボンデージで、数学力を上げるのに用い、なえかにも強制着用させようとする。
富士原なえか“乳”ファンクラブ（ふじわらなえか・ちち・ファンクラブ）
秀峰制覇学園・男子剣道部の3名。全員、目も言動もイッチャッているアブナい人たち。とは言え、一応程度の一般的な常識も持ち合わせている。なえかの巨乳に魅せられた漢どもで、「なえかの胸を思う存分揉みしだくこと」を目的としてなえかに剣道勝負を挑んだり、なえか（の胸）を「1千万円で買い取り」しようとした。なえかの胸の話となるとどこからともなく3人まとめて出現し、その度になえかの怒りを買っている。“乳”の文字が入ったハチマキを着用している。
乳リーダー（ちち・リーダー）
“乳”ファンクラブのリーダー。黙っていればイケメンで、実はかなり紳士的な一面もある。記憶喪失となった際に、一度はなえかの心のシーソーが傾きかけたことがあるほど。工事現場でアルバイトをしている。
大正時代に跋扈したおっぱい怨霊真平乳門は、彼のような顔立ち。
植芝
アニメ版のクレジットより。原作では名前は描かれていない。
猪口
アニメ版のクレジットより。原作では名前は描かれていない。

### メイド忍軍

#### 構成員
シズク
奥州メイド忍軍に所属するメイド忍者。21歳。当初はエリザベス専属だったが、後に小富士原家に仕える。忍者としては下忍で、少しドジで忍者の技も未熟なため、コガラシの前に何度も苦杯を呑まされる。苦無を持ち、様々な炸裂球を放つのが戦闘スタイル。彼女たちの先祖は遠い昔、支倉常長率いる忍者部隊が奥州へと連れ帰ったメイドらしい。
数々の任務失敗のため、処刑されそうになったりメイド喫茶に飛ばされたりしているが、ツララと違い変装していたものの（しずかと名乗っていた）、潜入したメイド喫茶では成果を出すなど、世間の些事には姉より長けているようである。自分の持ち物はどんなものであっても、いちいち名前を付ける癖を持っている。
「詫び助の大乱」の後、魔改造された姉を、寒桜、零三号と共に支援する役割を持つ。
ツララ
シズクの双子の姉で21歳。シズクと同じく当初はエリザベスに、後に小富士原家に仕えるメイド忍者・中忍。シズクを遥かに凌ぐ実力と忍軍への忠誠心を兼ね備える優秀なくのいちだが、コガラシには数多くのセクハラ行為で惨敗を喫しており、「敵方のドジッ娘メイド」扱いされる。細いツリ目で、自ら「殺し屋のような目つき」と言うほど。シズクと同じ年齢とは思えない「妖艶で危険な、大人の女」の雰囲気を漂わせており、忍軍内では「氷の女」と呼ばれ、鎖鎌を武器にしている。
胸は若干シズクより小さい。外見とは裏腹に、薄ピンクのブラにパステルピンクのフリルつきパンティを愛用し、コガラシなどにその嗜好を非難されることもあり、本人も年齢より（かなり）上に見られることは気にしていた。任務失敗の罰で、系列のネコミミメイド喫茶で強制労働の際も、逃げたり職務放棄したりと散々で、「子猫ちゃん」呼ばわりで激怒し、かわいいもの扱いされるのも苦手。雪月花をして「男免疫ゼロ忍者」と評される。
「詫び介の大乱」にともない、龍玉神社の開発・封印したものをメイド忍軍が奪取・神風特攻魔改造した陰陽型鬼神仮面とメイドインアンバーの力によって異形の戦鬼へと変化、最強の戦闘能力を獲得しコガラシと交戦したが、コガラシからの精神攻撃によってあっけなく敗退、鬼神変化の代償により肉体は完全崩壊する哀れな最期を遂げてしまった。
その後寒桜の占いで幸助とは相性抜群と出ていたことを理由に、幸助を籠絡する目的で富士原家に近づき、自軍以外になえかに近づく別勢力の調査・牽制任務を任され、肉体年齢17歳まで若返らされたうえで再生。なえかのクラスに北風ツララ子という名前で転入、幸助にアプローチを試みるが、奥手ぶりと数々のアクシデントによってやはり失敗続きなうえ、逆に幸助の存在と行為に心を乱され、ツンデレの婚約者にされてしまう。
鬼神変化の後遺症と、メイド・イン・アンバーの簡易型宝玉で陰陽型メイド鬼ッ娘魔法少女魔慈渦流ララコに変身すると、マジカルメイドを撃退する力を発揮。しかし、幸助の前では度々半裸姿になってしまい、周囲や幸助から痴女扱いされる有様。
ミズチ
中忍。20歳。雪月花の直属にして一番の腹心。雪月花への忠誠心は厚く、彼女同様筋金入りのミニスカ派。ロングヘアーとかなりのグラマラスボディーだが、男への免疫はツララ以上に低い。メイド忍軍一のバストの持ち主。
ミニスカ革命で、ロングスカート派のツララにミニスカートをはかせるべく拉致しようとしたが、返り討ち（ネコミミメイド喫茶ごと爆破）に遭った。
鞭と毒粉を武器にしているが、雪月花共々コガラシに敗れ、任務失敗の罰を受ける羽目になる。「侘び介の大乱」で氷柱花に見限られ、雪月花とともに大富士原家に拘束されたが、やはりそこでも雪月花とともにミニスカのセクシーメイド服を追い求め、ロンスカ派の大富士原メイド部隊と交戦する日々を送っている。
ツナミ
中忍。雪月花の配下で、ミニスカ戦闘部隊「絶対領域十人衆」の隊長。必殺技は「変移抜刀ミニスカ斬り」。雪月花の指令でツララと対決するが、ツララのスカートの一部を切り落としたまま敗北する。
「侘び介の大乱」時に、忍者メイド達と共にコガラシと対決するが、敢えなく敗退し、コガラシの技で悪夢を見ながら入院する羽目になる。
実はメイド忍軍の中ではバストサイズがミズチに次ぐ巨乳。
マダムJ
駅前デパートスィーツカフェ「デ・ランジュ」の前にオープンした爆乳カフェ「スイートほるすたいん」の店長。溢れるばかりの爆乳と、口の下のほくろが特徴。
その正体は、忍軍の経済を支えるメイド喫茶店舗のGM的存在（立場は嘱託中忍）。実は、彼女は貧乳であり、大きく見せているのはパッド。
氷柱花に使い物にならないと判断されたメイド忍軍たちの奉公先を管理しているようで、従業員は楽しくやっていたり、スイートほるすたいんもコガラシが来るまでは繁盛していたため、里にとっては重要な存在。

#### 幹部
氷柱花（ひょうちゅうか）
奥州メイド忍軍の頭領で幹部五花の1人。シズク・ツララの上官。コガラシのものとは形状が違うものの、同様に顔の上半分を隠す白銀色の仮面を常に着けており、仮面に隠された顔は数多くのメイドインアンバーを移植された異形のものと化している。漆黒のストレートロングヘアーで、これを刀のように伸ばして巨大建造物すら切断してしまう能力を持つ。アラシとは古い知り合いらしい。
極めて厳しく冷酷な性格で、自身への悪口より、職務失敗に対して怒ったり、革命首謀者の傲慢不遜な物言いに対しても冷静な判断を下し、部下の失態・失敗には厳罰をもって処する、その名に恥じぬ冷静沈着振りを見せる。メイド服のスカートは古式ゆかしいロングスカート派。誤って任務先の変装に使用していたミニスカート姿のまま出現したツララに対し、静かに激怒していた。
土人形を操り、それをマリオネットのように自在に、さらに何体も相手に送り込んで苦しめる。
雪月花（せつげっか）
奥州メイド忍軍の戦闘部門を統括する戦頭で幹部五花の1人。18歳。氷柱花とは意見の相違が多く、忍軍内で敵対している。外見は少年と見間違えるほどボーイッシュ。自称も「ボク」。明るい茶髪のショートヘアー。常に十字星の紋様がついた額当てを着用している。この十字星の中心には、高解像度の超小型デジタルカメラが内蔵されている。武器は錫杖で、氷柱花のように土人形も操る。
メイド服のスカートはミニスカート派。氷柱花の留守中に頭領代行となったのを利用し、メイド忍軍を全員ミニスカート化すべく「ミニスカ革命」を起こした。ツララによると「外見こそ女だが、中身はエロオヤジ」。配下のメイド忍たちからは「雪様（ゆきさま）」と呼ばれている。
登場回が増えるごとに、作中の男性キャラクターなどから女性扱いされなくなってきている。コガラシにはオカマ小僧、または女装男呼ばわりされ、零三号には相手にされず、復帰任務の潜伏先のチャイナメイド喫茶では客に見向きもされないという有様。性格面もやや幼いところがあり、「宵越しの金を持たない」と豪語するが、その為に後先考えない調子で行動した後、借金返済労働を行わされる羽目になる。
「侘び介の大乱」で氷柱花に見限られ、雪月花とともに大富士原家に拘束され、やはりそこでも雪月花とともにセクシーメイド服を追い求め、ロンスカ派の大富士原メイド部隊と交戦する日々を送っているが、メイド忍軍とは秘密裏に連絡を取り合っており、幸助の花嫁勝負の際の企画や、メイド忍軍が掴んでいるマジカルメイド教団の情報等も提供している。
寒桜（かんざくら）
奥州メイド忍軍の情報部を統括する参謀頭で幹部五花の1人。「呪いの懐刀」や「外道巫女」などと呼ばれる。雪月花以上の幼児体型で作中一番の貧乳。メイド忍軍一とランク付けされているまな板ボディが悩み。呪術、占術が得意であり、特にタロットカードを使った彼女の占術は的中率100%を誇る。氷柱花から信頼されており、本人も氷柱花を崇拝している。
「侘び介の大乱」失敗後は、「世界メイド総支配」を狙う自分達以外の勢力を牽制するため、自らの占いで幸助と相性抜群と出たツララを利用することを考え、鬼神変化によって崩壊したツララの肉体を回収、若返らせた上で復活させて学園に派遣する。
ツララを見張るため、分身といえる戦鬼形態支援呪言人形・呪言サクラを送っている。

#### 奥の院
黒脛巾組零三号（くろはばきぐみぜろさんごう）
かの伊達政宗が創設した黒脛巾組の末裔。参謀頭腹心にて、御母堂様を守る奥の院の守りの要でもある。氷柱花の背後を取るなど忍術・手腕は確かなのだが、千手観音身体計測の術を始め、コガラシとは対照的に悪意や下心丸見えのセクハラ好きで、男とは戦わない主義。直属でもある寒桜がお気に入りで、度々ちょっかいを出しては呪いの藁人形による制裁を受けている。
ツララが幸助に接触を試みるようになってからは、シズク、寒桜とともに偽装家族を形成して父親になり済まし、セクハラまがいにツララをバックアップする。昔の忍者のように語尾に「ゴザル」を付ける事から、ツララから「ゴザル野郎」と呼ばれて迷惑がられている。
天狗（てんぐ）
歴史上で言い伝えられる天狗そのもの。数百年を生き、メイド忍軍・御母堂に不老長寿の術を授けた張本人。不老長寿をはじめ姿を自在に消す隠れ蓑など人知を超えた術を数多く持つが、零三号にも匹敵する煩悩まみれのスケベ化生でもある。
遥か古来には深い山の中に身を潜めていたが、1人の青年・彦一にその下心を利用されて隠れ蓑を盗まれた経験があり、蓑は取り戻したものの人間不信に陥り、その後数百年に渡り心のパラダイスを求めて諸国を漫遊するようになる。やがて富士山麓の竜宮神社に居を定めたが、そこでも巫女達を対象に数々のセクハラ行為を働いたため、所持品没収のうえ懲罰として隔離・幽閉されたものの、懲りずに度々脱走しては騒ぎを起こしている。
全重郎誘拐事件の際、メイド忍者の手掛かりを求めて龍玉神社を訪れたコガラシに、ツララのパンツと引き換えに奥州にあるメイド忍軍の本拠地を案内した。その後はコガラシの精神攻撃の巻き添えになりかけたために逃走、かつての弟子である御母堂の下に身を寄せる事となる。
危険が迫ると緊急回避天狗殺法石変化の術で自らを石に変えてやり過ごす。
ご母堂様（ごぼどうさま）
メイド忍軍の総大将で、400年前に支倉常長率いる忍者部隊が奥州へ連れ帰ったメイドの、最後にして唯一の生き残り。天狗から不老長寿の術を授かった仙女であり、奥の院の浄室の中にいれば肉体の老化が完全停止するため、未だ20代前半の若々しい肉体を誇る。普段は老化を極力抑えるために奥の院に籠ってめったに姿を見せない。
黒脛巾組零四号（くろはばきぐみぜろよんごう）
ご母堂様お側役に仕える褐色肌のくのいちで、ご母堂様の命令を忠実に実行し、その身辺を護るボディガードと意見を述べる参謀役を兼ねる。
零三号と違い、性別が女性であるために、常にご母堂様に付き添って、近づく者を排除し、身体にはその名残の傷跡が多くある。

### イギリス

#### ストロベリーフィールド家
エリザベス・K・ストロベリーフィールド
突如なえかのクラスに転校してきた英国からの帰国子女で、通称「リズ」。英国人と日本人のハーフで、金髪をチェック柄のリボンでツインテールにしている。まだ13歳だが、優秀なため飛び級して高校2年になった天才少女。戦闘能力も非常に高く、パラソルを用いた金的・「胡桃割りフルーレ」を必殺技としている。正体はなえかの命＝財閥の財産を狙う者の実行部隊らしく、度々なえかに決闘を申し込んでいる。
英国人の血を引いているが身体の発育はイマイチで、特に胸の発育限界が顕著。兄・ヘンドリックにゾッコンなブラコンだが、巨乳フェチなヘンドリックが自分に興味を持ってくれないため、巨乳が大嫌い。後にヘンドリックとともに避暑で訪れた、スイスのアルプス山脈にある世界乳遺産に選ばれた巨乳の聖地・タユン地方に伝わる、通常牛乳の数十倍のバスト発育効果を持つタユン牛乳を多量に飲んだ結果、身長は一気に伸びスタイルが格段に良くなったものの、胸だけは薄いままで、英子よりちょっと大きい程度にしかならなかった。
なえかとの最初の決闘の際、コガラシに操られるカラスに全身を突かれたことがトラウマになり、毎晩カラスの夢を見ては寝小便をしてしまうほどカラス嫌いになってしまった。また、マントとアイマスクをかけただけの変装とはいえない姿で「怪傑いちご仮面」を名乗ってなえかとヘンドリックに立ち向かったりもした。
最終巻でなえかに恨みを持つ者の殿としてネロ秀に雇われ、なえかに最後の対決を挑むものの、ネロ秀への怒りに燃えるなえかの敵では無く、瞬殺されてしまった。
ヘンドリック・K・ストロベリーフィールド
エリザベスの兄。ブロンドの長髪が印象的な美形の紳士だが、乳ファンクラブに匹敵するほどの重度の巨乳フェチで、爽やかな笑顔を振りまきながら巨乳女性ばかりを狙いナンパを繰り返す。ただし、巨乳しか目に入らず、バレバレのリズの巨乳（ニセ乳）変装にすら気づかない。「瞳術」（どうじゅつ）という瞬間催眠能力によって、視線だけで女性のハートを射止め意のままに操ることができる、「魅惑の魔眼」の持ち主。
なぜか産休になった江林木に代わり、2年C組の担任教師として現れた。担当科目は英語で、江林木に代わり剣道部の顧問にもなる。なえかを「美しき胸の君」と呼び、自分の（結婚を前提とした）彼女にしようとするが、リズの変装したいちご仮面とコガラシの改造下着によって阻止される。その後生徒会顧問となり、生徒会長・ネロ秀の暴走を「女の子が美しくなることなら」と無条件認定（ただし眼鏡っ娘属性はないらしい）するなど、暴挙の限りを尽くし、さらには女性教員や女性理事会員を操り校長にまで出世を遂げる。
避暑で訪れた巨乳の聖地・タユン地方に居つき、一時学園から姿を消す。その後はタヒチで巨乳水着美女と戯れながらバカンスを楽しんでいたが、大英帝国マジカルメイド教団の行動開始にともない、フレイアを連れて帰国。
エセバスチャン
ストロベリーフィールド家の執事を務める老紳士。高い情報収集能力を持つ。

#### マジカルメイド教団
フレイア
帰国したヘンドリックが連れ帰ってきた、片付け専門の重機動マジカルお掃除メイド。なえかをも上回る巨乳の持ち主で、語尾に「デス」を付けて話す。変身する超ご奉仕体は荒屋敷と酷似したケルト神話の巨人族狂戦士・マジカルフレイム・アーラヤーであり、その能力は身体の一部だけを変身させたり、増血剤を複数回投与することでさらにその倍に巨大化したり、非常に柔軟な特性を持つが、巨大化し過ぎると首からかけた首にかけられたコントロールメダルが千切れて変身が解けてしまう。ジェット噴射による飛行などの21のマジカルお掃除兵装を内蔵した、マジカル重箒を専用武器とする。
天然ボケな性格に加え、あまりの巨乳によって下が見えないため、家事全般はおろか本来の専門である掃除すら苦手とする。戦闘訓練も受けていないため、変身しなければドジな一般人と変わりはない。変身後でも、コガラシとの第一戦ではまともに交戦すら無く、勝手に自爆して変身が解けてしまって退却。
クリス・ラズベリーフィールド
来日したマジカルメイド教団のまとめ役を担う、軽量高機動型マジカル剪定士メイド。普段は金髪のポニーテール巨乳少女だが、超ご奉仕体マジカルリッパーに変身すると外見が幼児化し、あらゆるものを切断する巨大なマジカル植木バサミ・ブリュンヒルデを専用武器として振るう超高速戦法を行う。
フレイア、シャオロンらと共に護衛メイド達ごとなえかを拉致するものの、コガラシの分身殺法の前に翻弄されてしまう。
リィ・シャオロン
中華気功の乳制術を用いて自分の乳房の重さを調整することで、乳房が振動する際の固有振動波を自在に調律、その振動波を用いて他人の乳房の動きを外部から自由に操り、他人の動きを自在にコントロールしてしまう乳繰り傀儡拳の使い手である武術家。マジカルメイドではないが、その能力と香港出身という縁で、マジカルメイド教団に食客として招かれている。鉄扇を武器とする。
なえかを自慢の乳で攻め抜き、最初のうちは連戦連勝であり、ついには傀儡拳で洗脳しようとするが、コガラシがなえかに強制習得させた技と成長著しいなえかの乳の前に技を破られ敗北した。
マジカルベノム
大量のハチを扱うマジカルメイド。そのハチの大群で目眩ましや攻撃を自在に行う。日本語がたどたどしく、語尾がカタカナになる。
マジカルグレイブ・ウンラヤー
フレイアと同じく人外魔境的な姿に変身する力をもった重機動マジカル魔法少女メイド。通常時はその名残か、「ぷほー」と語尾に付く。
フレイア、シャオロンらと共になえか達を拉致し、全身に装甲を纏ったマジカルゴーレムへとドレスアップするが、なえかの無神経な言葉で怒りの火を点けられたフブキによるアーマーの隙間への容赦ない攻撃に敗退する。
マジカルスピナー
おかっぱ頭の静穏特化型銀食器管理メイドで、戦闘時には全身にスプーンのような色合いの鎧を纏ったような姿となる。
リィ・シャオロンとベノム達がなえか達と対決した同時期、佐枝緑ひな子（さえみどりひなこ）と名乗って富士原幸助FC（ファンクラブ）を設立、会長を騙って、シルバーと共に幸助に近づき、ついには拉致する。その戦闘力は富士原家隠密護衛メイド達を一蹴する程で、自ら魔法少女を名乗っていたが、幸助には頭から否定されてしまい、更に幸助を追ってきたツララ怒りの鬼神（魔法少女）変化の前に敗走した。
マジカルシルバー
ショートカットの拠点防衛型銀食器警備メイド。スピナーと共に秀峰学園に潜入し、黄美山銀香（きみやまぎんか）と名乗って富士原幸助FCを設立して幸助に近づいた。
スピナー同様戦闘時には、銀食器色合いのアーマーを纏った姿となり、マジカルメイドである事を誇りにしていたが、マジカルメイドが人外魔境へ変貌したのに加え、色気のない鎧姿になった事でメイドマニアの幸助の失望を買い、「魔法瓶」、「パチンコ玉」呼ばわりされてプライドを壊される。

### 龍玉神社
カナエ
龍玉神社の宮司巫女。コガラシとは過去に「ご奉仕仲間」だったらしく、コガラシ同様大正時代から生きている年齢不詳の美女。コガラシを「ガイ」と呼ぶ。
コガラシが「魔性の女」と評するほどの能力者であり、髪と紙と筆を使って、神と交信（文通）できる。紺色のロングヘアーに巫女らしい落ち着いた風貌。下着は着用しない。後半には商人根性に目覚めたらしく、神社の危険な特製アイテムを大量生産し、怪しげな温泉を増設したり、手段を選ばずに売りつける商売を展開しているが、敏腕を自称するフブキを嘲笑したり、いちいち神頼みに縋るなえかを侮蔑する他、縁に過去の事を晒され、慌てたりする面もある。後にひし型口からは「カナちゃん」呼ばわりされる。
作中の主要キャラクター中では胸が大きい方だが、妹の若紫曰く「（物を）挟めるほど大きくない」。コガラシにはセクハラ経験を受けていても好意を持っているらしく、お姫様抱っこされて顔を赤らめる事も。
若紫（わかむらさき）
龍玉神社の巫女の妹で自身も巫女。ただし、まだ能力（というか身体の成長）は不十分。
姉と同じくコガラシを「ガイ」と呼び、神とスケッチブックを使って交信できる。髪はおかっぱ。年端も行かない幼女だが、他人を「こわっぱ」と呼ぶことがある。

### その他
魚松 マグロ（うおまつ マグロ）
商店街の鮮魚屋「うおまつ」の店主。毎日早朝、築地から商品の鮮魚を仕入れている。
コガラシに強制訊問され、怪しい少女（エリザベス）のパンツの柄を覚えていたため「好色オヤジ」と呼ばれた。アゴが二つに割れ、コガラシからはその入浴の様子を、ウイルス映像の動画に使用されている。
秀峰町商店街のパン屋の「出崎」とラーメン屋「豚王（ぶたおう）」の主人と並ぶ「商店街フブキたん親衛隊・ガーターベルト騎士団」の団員で、珍しい魚類を漁獲する時には、自ら漁船で沖へと乗り出して得ようとする探求心も持つ。
ムラサキのひも
富士原家のご近所に出没した下着泥棒グループ。富士原家に忍び込んだとき、コガラシが仕掛けていたトラップに引っ掛かり御用となった。捕まったのは3人組である。団長が別におり、3人組が捕まったため警察に追われているが、捕まっていない。団長はそれなりの報酬（下着）を払えば下着ドロの情報を教えてくれたりもする。その際に領収書を切るほど律儀な人物。
彼らによると、なえかの下着は「頭弱そうな巨乳剣道少女」のものとして末端価格7万円、フブキの下着は「町内一の美人」のものとして末端価格数百万円らしい。最後はネロ秀に雇われてなえかに復讐戦を挑むものの、見せ場も無く敗れた。
荒屋敷 吉江（あらやしき よしえ）
修験道高校2年。剣道部所属。人呼んで「女子剣道界の武蔵坊」。通常の女子高校生と比べ、一回りどころか10回りほど大きな巨体。その外見とパワーから「県北の暴れ熊」や「人とゴリラのハーフ&ハーフ」とも呼ばれ、恐るべき体格と体力を誇る。
3年前の中学校剣道の県大会の時、なえかに男呼ばわりされて激怒、しかしなえかの竹刀の先が袴に引っ掛かって袴が脱げ、さらに運が悪いことに当日はたまたまパンツのゴムがゆるんでいたために大変なことになり、棄権負け。その後3年間姿を隠していたが、その間は山にこもり「打倒なえか」のため修行。その恨みはすさまじく「叩きのめした上、丸裸で観客席に放り込む」と叫んでいたが、剣道大会ではコガラシの幻惑技によって暴走し、反則負けとなる。
彼女はその体格からか人類の域に分類されず、人外魔境と分類されている。その後も懲りずになえかへの復讐のために、龍玉神社でのリズと組んで、なえか＆フブキとのテニスファイン対決を挑み、天狗と組んで学園を襲撃したり、ネロ秀に雇われて立ち向かったが、全て失敗に終わった。
サルバドーラ・デバイレ・サカサ
秀峰市内にある楠ヶ丘総合病院に勤める女医。おかっぱ頭で眼鏡をかけている。秀峰学院の校医に外見が酷似した人物がいるが、本人かどうかは不明。本籍はニケラゲア共和国マナゲア45丁目1-12-14。住所は静岡県蒼木ヶ原市秀峰町2-13-3。
医師免許証明書による診療可能科は外科・内科・小児科・肛門科・歯科。
生徒からは「ミス無愛想」と呼ばれるぐらいに鉄面皮だったが、ヘンドリックの魅惑視線や、リーダーの記憶喪失事件から、ひとたび恋愛感情に火がつくと、メロメロになってしまう。
轟 源二（とどろき げんじ）
なえかが中学生時代に憧れていた人物で当時は剣道部に所属していた。全身包帯巻きのバンカラファッションに常にエビフライをくわえている。
なえかの作ったエビフライを食べ、死に掛けたことから、なえかの毒エビフライを克服するために山で修行を行っていた。
修行マニアで、剣道のルールに全く関係ない事まで習得しようとする悪癖を持つ。
デ・ランジェ店長
英子と美和がバイトしているスイーツ店デ・ランジェの店長の眼鏡をかけた初老男性。スイートほるすたいんの台頭によって店の売上が激減し、すっかり自信を無くした事でケーキの味も落ち、コガラシからも「うらぶれたオヤジの味」と評されるほど。
コガラシによって店は盛り返したものの、店とメニューを好き勝手に改造されてしまった事から、その主人であるなえかに恨みを持ち、ネロ秀に雇われたものの、結局敗北。
牙神 犬三郎（きばがみ いぬさぶろう）
髪を逆立て、暗視ゴーグルをかけた容姿の下着泥棒で、ムラサキのひもにもその存在は知られている。犬を多数調教し、その犬の能力を利用して下着泥棒を働き、フブキに猛烈な（犬にパンツを取られたドジッ娘メイドという）トラウマを与えたが、幸助が以前世話していたリーダー犬ヨシムネ（幸助が付けた呼び名のコギー犬）の反逆によって自滅する。
その後にはネロ秀に雇われて、犬ではなく、猿を調教し、なえかに復讐戦を挑むが、怒り心頭のなえかにあっさり返り討ちにされる。
浦島 太郎（うらしま たろう）
第4巻とOVAに登場。昔話の人物かと思われていたが、南の海に潜んでいた怪老人。御伽噺と同じく、かつて亀を助けて竜宮城に連れてこられ、竜宮城の神秘の秘薬で千数百年生きている。
若い巨乳好きで、その為に乙姫の怒りを買い、竜宮城を追放されたとされる。持っている釣り竿を駆使して人間をも釣りあげる。
カメ
かつて竜宮城に浦島太郎を連れていった人語を話すウミガメで、太郎と同じく千数百年生きている。東海沖の巨大地震（乙姫の怒り）を鎮めるために、なえか達に太郎の捕獲を依頼する。
なお、OVAになったこの第4巻の話は、幸助の夢オチだったが、最終巻では何故かネロ秀に雇われたなえかの対決相手の一人（一匹？）にされている。
鯨岩 真澄（くじらいわ ますみ）
出銭総合銀行（でぜにそうごうぎんこう）秀峰支店の支店長。東大卒のエリート女性だったが、銀行強盗襲撃事件で店の評判がガタ落ちして閉鎖寸前に追い込まれた為に、その原因（女子高生銀行強盗にされてしまった）であるなえかに復讐心を抱いていた。
金庫を戦闘用に改造したハートフルフォートレスを以てなえか達に襲いかかるが、幸助の機転による作戦で敗退。
富田林 ちずえ（とんだばやし ちずえ）
出銭総合銀行の27歳の女性行員で真澄の部下。女子高生銀行強盗事件によって店が閉鎖に追い込まれた為に、真澄と同じくなえかに恨みを持っていた。
改造戦闘金庫のハートフルフォートレスでなえかに挑むも完敗。その後ネロ秀になえかに恨みを持つ者達として真澄と共に雇われたが、出番も無いまま敗れ去った。
ジョー・ライアー
メイド考古学の世界的権威「ルイジアナ大学」の教授で、コガラシの元・主人。米国人。どんな危険も冒してもメイド考古学について調べようとする。元・名探偵であり、その経験から数千年前を見通すといわれるほど。
古代メイド王朝「プレ・メイドキングダム」を探しにコガラシとフブキを護衛につけ、アマゾンの奥地へと旅をした。その報酬として、南米におけるなえかの両親についての調査レポートをコガラシに渡した。
その分析や情報の信頼度は高いとはいえ、コガラシからは「ホラ学説」呼ばわりされる。
アイレレ
実態の無い宇宙のエネルギー生命体であるステキナカレシ星王国の第一王女。母星が銀河帝国に狙われ、それに対抗する為に帝国最終兵器の設計図を奪取して逃亡、母星への帰還の際に銀河帝国の攻撃で宇宙船が故障し、エネルギー生命体特性を利用してなえかに憑依した。
宇宙船のエネルギーには人間が摂取する食物の高カロリーが必要であり、そのエネルギー確保の為になえかの体を介して（ようするになえかに沢山高カロリーメニューを食わせての）エネルギー摂取を嘆願する。
ダダース・ベベイダー
かつてはアイレレと同じステキナカレシ星人で、同胞でかつ臣下だったが、裏切って銀河帝国に入り、ダダース・ベベイダーを名乗るようになり、帝国最終兵器を完成させた。
最終兵器設計図を奪ったアイレレを追跡し、その最中に地球に降り立ち、母星への帰還を急ぐアイレレに対し、乳リーダー（自称ダダース・リーダー）に憑依して妨害にかかる。
タツマキ
人呼んで「怪盗メイド服」。メイドグッズ、それも歴史的に貴重とされるものばかりを狙って盗む凄腕の女怪盗。目撃者は多いが、その顔はもちろん姿を写真に撮られることがなかった。しかし、秀峰デパートの美術館に忍び込んだ時、監視カメラにその姿を初めて撮られた。凄腕の割には盗みの際に信じられない程の凡ミスのドジをするので「凄腕ドジッ娘大怪盗」の別名をつけられ、国際指名手配されている。
その正体はフブキの母でアラシの実娘でかつ、幸一郎となおりの専属メイドだった。容姿はフブキとそっくりで、顔もプロポーションもほとんど同じ。母・アラシと同様に、19歳の娘がいる母親とは思えない若さを保っている。体型が同じでドジッ娘という共通点のため、フブキは怪盗メイド服であると誤解され逮捕されそうになった。娘との相違点は、メイドらしい敬語はあまり使わず、髪を縛り、毛糸のパンツを着用しないこと。
かつては幸一郎を巡って、なおりと彼の取り合いをしていた事があった。またフブキの名を騙ってフブキのクラスメイトとデートしたり、ミスコン荒らしをしたことがあるらしい。比較的常識人の娘とは性格が正反対で、自慢の肉体を駆使して相手を魅惑し、目的のためには手段を選ばないが、レベルは同じとはコガラシの評で、肝心の目的も最後の最後でドジッてしまう。
パンツ地蔵
剣道部主将内藤昌の秘密の練習場に居た意志を持った地蔵。
昌の練習を季節を通じて見守っていったが、夏の暑い日に下半身をパンツ一丁にして練習していた昌を見てセクハラ煩悩に目覚めてしまい、昌の下着と袴を供えることを要求して怒りを買い、首を叩き落されてしまった事で、昌に極度の上がり症の呪いを加えていた。
地蔵殺法不動念縛岩縛りで相手の動きを封じ込め、そのパンツをも石化させてしまう技を使いこなす。最終巻でネロ秀に組みしてなえかに恨みをもつメンバーに入れられたが、見せ場カットされたまま退場。
メイドガイ父・メイドガイ母
コガラシに酷似した外見に、それぞれウルトラの父・ウルトラの母を模した角・マントといった装飾が付いている。コガラシの両親と皆に言われるほど似ているが、コガラシ本人からは否定されており、コガラシ、カミカゼ両者を「現代っ子ガイ共」と呼ぶ。
マジカルメイド教団との最終決戦時には、コガラシ、カミカゼと共に参戦した。性格、態度、口調は両者とも、現代メイドガイ二人と同じ。
越後院 バラ子（えちごいん ばらこ）
創業数百年の歴史を持ち、大富士原財閥とメイド服を提供する事で縁が深くなった呉服問屋「越後屋」現会長の娘。
幼い頃に幸助と出逢い、その頃からメイド趣味全開だった幸助をものにするために、メイドとなることに没頭。しかし、非常に内気であり、人前に素顔を見せたがらず、厚い化粧とメイド服によるメイクで全身を隠しており、その為一見すると醜い怪物のような外観だが、正体はなえかに負けない巨乳を持つロングヘアー美少女。
幸助を巡ってツララと新妻メイド対決をし、最初は優勢に進めるが、最終勝負の巨大食肉植物の中の禁断の果実を手に入れる際、メイクが剥がれ落ち、魔法少女となったツララによって植物が潰されて逆転敗北しただけでなく、禁断の果実が出す催淫液をモロに浴びた事でツララへの熱烈愛に目覚め、幸助からツララに乗り換えてしまう。
縁の巫女（ゆかりのみこ）
京都の祇園にある恋愛成就神社として名高い、東の龍玉神社とライバル関係にある西の虎桃（ことう）神社の宮司巫女であり、カナエの幼馴染みで、彼女からは「縁（ゆかり）」と呼ばれる。
関西の方に身を置いている為に自身を「わっち」、語尾の最後に「ありんす」を付け、カナエを「カナちゃん」と呼ぶ。カナエ同様大正時代からコガラシとは古い付き合いで「ガイはん」と呼び、婚活界のカリスマを自称するが、胸はカナエとは対照的に小さく貧乳。
様々な縁結びを実現させてきたが、なえかには乳以外に他人と縁を結ばせることが出来なかった。なえかの祖先なでしこをおっぱい怨霊から護る際に、カナエともどもコガラシと悪霊退治に関わるが、まだ少女だったその頃から二人揃ってコガラシによるセクハラ被害を受けている。

## 主な用語
富士原家
なえかと幸助の自宅。2階建てでかなり広い。静岡県内の架空の都市・蒼木ヶ原市秀峰町に存在する。なえかが17歳6か月の頃にはコガラシとフブキが派遣され、18歳半月の頃には大富士原家暫定頭首隠密護衛小隊第3班4名が駐屯したことで、8人暮らしとなっている。
コガラシたちが来るまでは、清掃業者がさじを投げる近所でも有名な「ゴミ御殿」と化していたが、コガラシらの働きにより数日で改善された。その後はフブキが部屋の押入れの奥に通じる秘密の（フブキがよく押入れを閉め忘れるので、なえかや幸助にはバレているが）地下司令室を作っており、作戦の際はそこから指揮を取っている。
大富士原財閥（おおふじわらざいばつ）
大富士原全重郎を総帥とする、全世界有数の巨大財閥。財界においても凄まじい影響力を持つが、その真価はメイド界の支配権を握り世界に散らばる総勢379万のメイドの配属を自由に決められる「世界メイド総支配」にあり、これにより全世界のメイドを愛する権力者を支配できる、事実上全世界の統治を司る組織。現在は全重郎が総帥としてその力を自らのメイド愛のために独占しているが、財産継承第一権利保有者であったなえかが18歳になったとともに、財閥の全財産と権力が暫定的に継承された。
富士山麓に長大な面積を誇る巨大な邸宅・通称「大富士原屋敷」を構える。世界中の美食と1000人ものメイドを揃え、そのメイド一人一人は美人であるだけでなく、高い戦闘力を持ち、警備も厳重である。警備隊長は左目に眼帯をかけたメイドで、常に周囲に監視の目を光らせ、全重郎の誕生日には敵を欺くためにフブキになりすましたこともある。全重郎がアラシと婚約した後には、なえかと幸助も度々顔を出すようになる。なお、屋敷の最下層にはコガラシが「この屋敷で一番安全」と称する石造りの堅牢な地下牢がある。
私立秀峰制覇学園（しりつしゅうほうせいはがくえん）
なえかと幸助が通う高校。大富士原財閥傘下の学校らしく侘び介が理事長を任されているが、侘び介曰く「お飾り」で実際は全重郎の方が影響力が強く、勝手に部屋を増築させたり臨時休校にさせたりと好き放題されている。後に侘び介が失脚したため、理事長職は息子・ネロ秀が受け継ぐこととなった。
最近剣道場が新しくなり、女子剣道部が占有使用している。剣道場には「風林火山」の額が掲げられている。
なえかを中心に巻き起こる騒動故に、校舎と剣道場が何度か破壊される不幸に見舞われている。後に侘び介によって体罰も可能な特別生徒指導室なる、さながら刑務所のような物々しい場所が作られており、そこに視聴覚教室がある。生徒会室などはネロ秀専用に私物化されており、勝手に改造されてしまっている。
大英帝国マジカルメイド教団
イギリスの繁栄を古来から陰で支えてきた奇跡の教団。魔女狩りを逃れイギリスに逃げ込んだ魔女の末裔と、ヴィクトリアンメイドが合体することで誕生したマジカルメイドによって構成されている。マジカルメイドは、受け継がれてきた血筋に眠る魔術の力を、特殊な増血剤で一時的に高め、錬金マジカルコントロールメダルによってその力を収束することで、戦闘と奉仕により適した形態・超ご奉仕体に変身する力を持つ。なおマジカルメイド達はその起源からヴィクトリアンスタイル＝専門分野特化の局地型を基調としているため、家事に関しては特定の一つの分野しか行う事はできない。
龍玉神社（りゅうぎょくじんじゃ）
富士山麓に存在するかなり広い神社。その名の通り、龍神を祀る。創設以来2万5000年と言われる。8888段の階段を上りきったところにある。
神と交信できる巫女がおり、「本当に、ありとあらゆるお願いがかなう」神社（ただし女性専用）として“知る人ぞ知る”存在、とされていたが、現在の宮司巫女・カナエが神社のテクノロジーを濫用して商売に精を出しているため、オカルトグッズ専門店として巷で有名になっている。
実際には「ファインプレイ・大願成就システム」と呼ばれ、神が喜ぶこと（大抵何かエッチなこと）、すなわち「ファインプレイ」をする必要がある。
なお、富士山頂付近の保護区とされている“天狗洞”と呼ばれる洞穴では、大昔にセクハラ三昧だった天狗を隔離していたが、なえかへの復讐に燃える荒屋敷が天狗の力を求めて封印を解いてしまう。
メイド忍者総本山 奥州の郷（メイドにんじゃそうほんざん おうしゅうのさと）
シズク、ツララ達メイド忍者達の巣窟で、東北地方のどこかにあるらしい。奥州の郷というのは通称で、その存在はアラシも知っているらしい。
御母堂様と呼ばれる人物を頂点に、五花（ごか）と呼ばれる5人の幹部である御頭の氷柱花、戦頭の雪月花らがその下の忍者達を従え、メイドインアンバーを求めて暗躍する。任務失敗した者には、罰として系列のメイド喫茶でのバイトを命じられる。
なお、その奥には御母堂様が住む“奥の院”という舞台造りの建物がある。他に“忍の湯”（しのびのゆ）と呼ばれる温泉保養施設を持ち、クーデターに失敗した雪月花が、そこでの宿泊金を踏み倒したため、ミズチ共々、借金返済労働をする羽目になる。そこの女将は作中では数少ない怖面の老女（アラシのように若造りではない）。
メイド・イン・アンバー
古代のメイドが遺したエプロンドレス、靴、リボンなどの装飾品を琥珀状の宝石に包んだ、メイドキングダムの聖遺物。その中の装飾品には、過去に世界を変えた偉人らの偉業の原動力ともなったとも言われる奉仕の魂が宿っている。その力をアンバーから取り出し操ることができれば、大いなる力を獲得することができ、特に始祖のメイドインアンバーにはどのような願いをも叶える力を秘めているといわれる。

## 書誌情報

### 単行本
角川書店より「角川コミックス ドラゴンJr.」として刊行されている。
- 第1巻（2005年6月1日初版発行） ISBN 4-04-712407-9
- 第2巻（2005年12月1日初版発行） ISBN 4-04-712433-8
- 第3巻（2006年5月1日初版発行） ISBN 4-04-712450-8
- 第4巻（2006年9月1日初版発行） ISBN 4-04-712462-1
- 第5巻（2007年4月1日初版発行） ISBN 978-4-04-712487-5
- 第6巻（2008年1月9日初版発行） ISBN 978-4-04-712526-1
- 第7巻（2008年4月9日初版発行） ISBN 978-4-04-712540-7
- 第8巻 限定版 濃厚ご奉仕パック（2008年4月26日発行初版） ISBN 978-4-04-712545-2
- 第8巻（2008年5月9日初版発行） ISBN 978-4-04-712546-9
- 第9巻 限定版 ご奉仕DVDパック（2008年12月22日発行初版） ISBN 978-4-04-712567-4
- 第9巻（2009年1月7日初版発行） ISBN 978-4-04-712585-8
- 第10巻（2009年5月9日初版発行） ISBN 978-4-04-712602-2
- 第11巻（2009年12月9日初版発行） ISBN 978-4-04-712637-4
- 第12巻（2010年9月9日初版発行） ISBN 978-4-04-712681-7
- 第13巻（2011年2月9日初版発行）ISBN 978-4-04-712709-8
- 第14巻（2011年9月9日初版発行）ISBN 978-4-04-712744-9
- 第15巻（最終巻）（2012年5月9日初版発行）ISBN 978-4-04-712793-7

小説版は富士見ファンタジア文庫より刊行。
- 小説版 メイド革命Ver.（2008年5月19日初版発行） ISBN 978-4-8291-3286-9 著:花凰神也
- 小説版 インカ帝国の逆襲ver.（2008年6月20日初版発行） ISBN 978-4-8291-3295-1 著:長野聖樹

連載誌上などでの広告では、コガラシの姿とともに「かっこいいは 大義」のキャッチコピーが書かれることが多い。

### 共演
単行本第12巻の裏表紙には、同作者の別誌作品の『ゴルフ13』のキャラクターとの共演が描かれている。コガラシと幸助、ツララがナビゲーターとして登場。

## ラジオドラマ
ラジオ大阪「富士見ティーンエイジファンクラブ」内で2006年10月15日から11月5日までの全4回、2話（各回前後編）分が放送された。
富士見書房サイト内の「富士見ティーンエイジファンクラブ」ページにて、放送後24時間（毎週月曜日23時00分）以降、数か月間Webラジオとしてオンデマンド配信された（現在は配信終了）。
内容に追加の上、ドラマCD化された。
1. 第1話「いざ、御奉仕! 御奉仕!」前編（10月15日放送）
2. 第1話「いざ、御奉仕! 御奉仕!」後編（10月22日放送）
3. 第2話 前編（10月29日放送）
4. 第2話 後編（11月5日放送）

担当声優
コガラシ - 玄田哲章
富士原なえか - 高橋美佳子
富士原幸助 - 高戸靖広
フブキ - 豊口めぐみ
大富士原全重郎 - 麦人
和泉英子 - 小島めぐみ
平野美和 - 木村まどか
田原坂沙希 - 松来未祐
ナレーション - 檜山修之

## ドラマCD

### 第1弾
富士見ドラマCDコレクション 仮面のメイドガイ
2007年5月31日、富士見書房とフロンティアワークスより発売された。
上記ラジオドラマの内容に追加した完全版と新シナリオの全4話（各前後編、計8編）を収録している。
収録内容は、以下の通り。
1. 参上! メイドガイ・コガラシ（前編）
2. 参上! メイドガイ・コガラシ（後編）
3. 守れ! 乙女の純潔（前編）
4. 守れ! 乙女の純潔（後編）
5. 進め! 恋のときめきロード（前編）
6. 進め! 恋のときめきロード（後編）
7. 必勝! 期末試験狂想曲（前編）
8. 必勝! 期末試験狂想曲（後編）

1. - 4.がラジオドラマ放送分に追加されたものであり、5. - 8.が新シナリオである。
なお、富士見書房の雑誌に付録の申込用紙かキャラアニ.comのネット通販でのみ販売された「Fujimi限定Ver.」とアニメイトなどで販売された「一般流通Ver.」がある。これらは本編の収録内容は同一だがジャケット画が異なり、また特典（「一般流通Ver.」は初回限定版のみ）である「声優オマケトークCD」（8cmシングルCDサイズ）の内容が違っている。
- Fujimi限定Ver.：「私の法則」
- 一般流通限定Ver.：「こんな格好してみたい」

またラジオドラマの声優に加え、以下の声優が追加されている。
審判 - 出村貴
部員A - 上原さやか
リーダー - 渡邉太一 ※上記「学園関係者」の「乳リーダー」のこと。

### 第2弾
- ドラマCD「仮面のメイドガイ」ご奉仕1
- ドラマCD「仮面のメイドガイ」ご奉仕2

2008年8月22日と同年10月22日にフロンティアワークスより発売された。全2巻。
第1弾と違い、担当声優はアニメ版の声優を起用している。

### 強制御奉仕ドラマCD
2008年7月25日発売のアニメDVD2巻の初回限定版に特典の一つとしてCDが同梱された。
「ToHeart2」、「灼眼のシャナ」、「ひぐらしのなく頃に」などの他作品とのコラボレーションをはかった内容となっており、それぞれの作品のキャラクターが登場する。

## テレビアニメ
2008年4月から同年6月まで独立UHF局ほかAT-Xにて放送された。全12話。DVD版では際どかったシーンが無編集で収録されている。

### 声の出演
- 富士原なえか - 井口裕香
- コガラシ - 小山力也
- フブキ - 豊口めぐみ
- 富士原幸助 - 阪口大助
- 大富士原全重郎 - 麦人
- 小富士原侘び介 - 堀内賢雄
- 和泉英子 - 加藤英美里
- 平野美和 - 小林ゆう
- 内藤昌 - 高橋まゆこ
- 木下望 - 岩村琴美
- 田原坂沙希 - 甲斐田裕子
- 乳リーダー - 川島得愛
- 植芝、轟源二 - 名村幸太朗
- 猪口 - 御園行洋
- シズク - 神田朱未
- ツララ - 岡寛恵
- マダムJ - 皆口裕子
- 氷柱花 - 田中敦子
- エリザベス・K・ストロベリーフィールド - 藤田咲
- ヘンドリック・K・ストロベリーフィールド - 高橋広樹
- 巫女 - 柚木涼香
- 魚松マグロ - 斎藤志郎
- ムラサキのひも - 内田直哉（団長）・佐藤晴男・加藤亮夫
- 荒屋敷吉江 - 山口眞弓
- サルバドーラ・デバイレ・サカサ - 木下紗華
- ナレーター（第6話） - 立木文彦

### スタッフ
- 原作 - 赤衣丸歩郎
- 監督 - 迫井政行
- シリーズ構成 - ふでやすかずゆき
- キャラクターデザイン・総作画監督 - あおい小梅
- デザインワークス・総作画監督 - 大塚美登理、渡辺和夫
- 美術監督 - 岡本有香
- 色彩設定 - 上村修司
- 撮影監督 - 松井伸哉
- 編集 - 木村佳史子
- 音響監督 - 高桑一
- 音楽 - 大久保薫
- アニメーションプロデューサー - 酒井俊治
- プロデューサー - 小倉充俊、二方由紀子、松永孝之、三上康博、浅井茂、橋谷建
- アニメーション制作 - マッドハウス
- 製作 - メイドキングダム（ジェネオンエンタテインメント、マッドハウス、フロンティアワークス、AT-X、金羊社、ACG）

### 主題歌
オープニングテーマ「Special Life!」
作詞・歌 - KOTOKO / 作曲・編曲 - C.G mix
エンディングテーマ「ワクガイ!!」
作詞 - 三重野瞳 / 作曲・編曲 - 福山芳樹+F-BAND / 歌 - 福山芳樹

### 各話リスト
| 話数        | サブタイトル                 | 脚本             | 絵コンテ | 演出              | 作画監督                        |
| ----------- | ---------------------------- | ---------------- | -------- | ----------------- | ------------------------------- |
| ご奉仕 一   | はじめましてだ、ご主人!      | 井上敏樹         | 迫井政行 | 大谷肇            | 大塚美登理                      |
| ご奉仕 二   | 博士の愛した巨乳             | ふでやすかずゆき | 藤澤俊幸 | 篠原誠            | 玉井公子                        |
| ご奉仕 三   | ロマンティックが止まらない?  | 江夏由結         | 吉川博明 | 小野田雄亮        | 渡辺和夫 PARK IL YOUNG          |
| ご奉仕 四   | ヒモとボイン                 | 江夏由結         | 芦沢剛史 | 臼井文明          | 玉井公子                        |
| ご奉仕 五   | メイド忍法 女子高生の術      | ふでやすかずゆき | 藤澤俊幸 | 草野新二郎        | SEO SOON YOUNG KWON YONG SANG   |
| ご奉仕 六   | ドジッ娘メイドは振り向かない | 江夏由結         | 山岡実   | 高木秀文          | SEO SOON YOUNG KWON YONG SANG   |
| ご奉仕 七   | なえかの剣 鞍馬山修行編      | ふでやすかずゆき | 吉川博明 | 大谷肇            | 玉井公子 PARK IL YOUNG          |
| ご奉仕 八   | その名は怪傑! いちご仮面     | 江夏由結         | 吉川博明 | 小野田雄亮        | 渡辺和夫 PARK IL YOUNG 高澤美佳 |
| ご奉仕 九   | 甘いご奉仕 谷間の中に        | 江夏由結         | 田所修   | 川久保圭史        | PARK GI DEOK SEO SOON YOUNG     |
| ご奉仕 十   | ファインをねらえ!            | ふでやすかずゆき | 吉川博明 | 岩本美香          | 清水空翔 PARK GI DEOK           |
| ご奉仕 十一 | 真夏の夜の乳                 | ふでやすかずゆき | 宍戸淳   | 篠原誠            | 玉井公子                        |
| ご奉仕 十二 | さらば愛しきメイドガイ       | ふでやすかずゆき | 迫井政行 | 迫井政行 高木秀文 | 大塚美登理 渡辺和夫             |

### 放送局
| 放送地域   | 放送局     | 放送期間                | 放送日時           | 放送区分       | 備考                                                 |
| ---------- | ---------- | ----------------------- | ------------------ | -------------- | ---------------------------------------------------- |
| 千葉県     | チバテレビ | 2008年4月5日 - 6月21日  | 土曜 25:35 - 26:05 | 独立UHF局      |                                                      |
| 神奈川県   | tvk        | 2008年4月5日 - 6月21日  | 土曜 26:30 - 27:00 | 独立UHF局      |                                                      |
| 埼玉県     | テレ玉     | 2008年4月7日 - 6月23日  | 月曜 26:00 - 26:30 | 独立UHF局      |                                                      |
| 京都府     | KBS京都    | 2008年4月8日 - 6月24日  | 火曜 25:30 - 26:00 | 独立UHF局      |                                                      |
| 兵庫県     | サンテレビ | 2008年4月8日 - 6月24日  | 火曜 26:10 - 26:40 | 独立UHF局      |                                                      |
| 中京広域圏 | メ〜テレ   | 2008年4月9日 - 6月25日  | 水曜 26:50 - 27:20 | テレビ朝日系列 |                                                      |
| 日本全域   | AT-X       | 2008年4月10日 - 6月26日 | 木曜 10:30 - 11:00 | CS放送         | 製作委員会参加 リピート放送あり 独自バージョンで放送 |

| AT-X 木曜10:30枠     | AT-X 木曜10:30枠 | AT-X 木曜10:30枠 |
| 前番組               | 番組名           | 次番組           |
| -------------------- | ---------------- | ---------------- |
| ARIA The ORIGINATION | 仮面のメイドガイ | Mission-E        |

### 他作品への登場
テレビアニメ『ご愁傷さま二ノ宮くん』第3話「街へでようよ - 麗華 くるくるす」にコガラシと思われる人物が登場している。また、テレビアニメ『銀魂』第111話「NH物は彼女に見つかるな!」にコガラシらしき人物が登場している。コミック『メイドをねらえ! 〜中林校長の野望〜』原作まっつー、作画椿あすにもコガラシが登場している。

## OVA
『仮面のメイドガイ ご奉仕特別編 あの夏、いちばん豊かな乳。』
2008年12月22日発売のコミックス9巻限定版ご奉仕DVDパック収録のOVA。コミックス4巻収録のエピソードで、海&温泉、水着に裸エプロンとサービス満点の特別版。
ストーリー
無人島にバカンスに訪れたなえか達。しかし浜辺で浦島太郎と名乗るエロ老人と出会い、日本の平和のためエッチな罠で捕まえることに!?
担当声優
富士原なえか - 井口裕香
コガラシ - 小山力也
フブキ - 豊口めぐみ
富士原幸助 - 阪口大助
和泉英子 - 加藤英美里
平野美和 - 小林ゆう
浦島太郎 - 斎藤志郎
カメ - 廣田行生

## Webラジオ
仮面のメイドガイ・強制ご奉仕ラジオ
2008年4月10日から7月31日までアニメイトTVにて配信されていた。パーソナリティは井口裕香（富士原なえか役）、アシスタントは小山力也（コガラシ役）

## ゲーム
仮面のメイドガイ ボヨヨンバトルロワイヤル
PSPソフトの対戦格闘ゲームとして、2009年2月26日に発売された。
担当声優
コガラシ - 小山力也
富士原なえか - 井口裕香
フブキ - 豊口めぐみ
エリザベス・K・ストロベリーフィールド - 藤田咲
ツララ - 岡寛恵
シズク - 神田朱未
アラシ - 小清水亜美
大富士原全重郎 - 麦人
富士原幸助 - 阪口大助
角松マグロ - 斎藤志郎
乳リーダー - 川島得愛
猪口 - 御園行洋
植芝 - 名村幸太朗